# Михайлівська церква в Переяславі (Шевченко)
Михайлівська церква в Переяславі — малюнок Шевченка з альбому 1845 року (аркуш 4), виконаний у 1845 році. Зліва внизу чорнилом напис рукою Шевченка: Св. Михайла въ Переяслави. На звороті справа внизу олівцем напис: Cerkiéw S: Michała w Perejasławie.
Церква заснована в кінці XI століття, 1237 року зруйнована під час навали Батия, відбудована 1749 року.
Датується за листом А. О. Козачковського до О. М. Бодянського від 20 вересня 1845 року, в якому Козачковський повідомляє, що в Переяславі недавно був Шевченко і «змалювавъ церквы Соборну Покрову и Михайла и Кресть у Каплыци».